# 郑永慧
郑永慧（1918年—2012年9月9日），原名郑永泰，籍贯广东香山，毕业于上海震旦大学法学院，精通法文，著名翻译家。

## 名字由来
郑永慧原名郑永泰，改名原因是由于妻子邓慧群陪伴他从事翻译工作通宵达旦，为感激妻子，取妻子的名字中的“慧”字，组成自己的新名字“郑永慧”。

## 生平
1918年，郑永慧出生在法属越南海防市，10多岁时，郑永慧到英属香港求学，毕业于上海震旦大学法学院，在校期间，看到列夫·托尔斯泰的长篇小说《安娜·卡列尼娜》的俄文版和法文版，却没有中文版，决心从事翻译工作，后曾指出法文翻译家傅雷的翻译错误。1952年，郑永慧的处女作译自巴尔扎克的短篇小说《钱袋》、《猫球商店》和《苏城舞会》出版。郑永慧曾在震旦女子文理学院、国际关系学院教书。1966年，毛泽东发起文化大革命，郑永慧被迫下乡到河北省接受贫下中农再教育，期间他还悄悄地关门读法文名著。2012年9月9日早晨，郑永慧在北京市去世。

## 译著
郑永慧专门从事法文文学翻译工作，一生有翻译作品40多部，600多万字，曾翻译巴尔扎克、雨果、福楼拜、梅里美、大仲马、埃米尔·左拉、安德烈·纪德、乔治·桑、莫泊桑、让-保罗·萨特、罗伯·葛里耶等作家的作品，他自己最满意的翻译作品是雨果的《九三年》。
- 奥诺雷·德·巴尔扎克. . 北京市: 国际文化出版公司. 2006: 496. ISBN 9787801734969.
- 奥诺雷·德·巴尔扎克. . 北京市: 中国友谊出版公司. 2012: 275. ISBN 9787505729292.
- 拉克洛. . 北京市: 中国友谊出版公司. 2012: 401. ISBN 9787505729094.
- 埃米尔·左拉. . 北京市: 人民文学出版社. 1985: 411. ISBN 9787020071500.
- 维克多·雨果. . 北京市: 人民文学出版社. 2004: 367. ISBN 9787020044207.
- 普罗斯佩·梅里美. . 北京市: 北京燕山出版社. 2004: 924. ISBN 9787540215958.

## 家庭
- 妻子，邓慧群
- 儿子，郑若麟，复旦大学中国研究院研究员、《文汇报》前驻法记者[7]

## 奖项
| 年份 | 奖项                                         | 是否得奖 | 备注  |
| ---- | -------------------------------------------- | -------- | ----- |
| 1987 | 法国文化部翻译奖                             | 獲獎     | [ 8 ] |
| 1996 | 鲁迅文学奖：全国优秀文学翻译彩虹奖（荣誉奖） | 獲獎     | [ 8 ] |
| 2000 | 中国翻译工作者协会资深翻译家荣誉证书         | 獲獎     | [ 8 ] |